# Xã Buchanan, Quận Page, Iowa
Xã Buchanan (tiếng Anh: Buchanan Township) là một xã thuộc quận Page, tiểu bang Iowa, Hoa Kỳ. Năm 2010, dân số của xã này là 269 người.